# 淘氣鬼偵探 (第二季)
《淘氣鬼偵探2》（韓語：악동탐정스 시즌2）是由Naver TVcast播出的網路劇，由金南珠、柳善皓、安炯燮等人主演，主要講述幼年時便失去父母的兩位天才高中偵探，與收留他們的女刑警，為了搜查父母失蹤案件進而破解許多事件的故事。

## 分集標題
| 集數 | 播出日期   | 標題                                    | 副標題                       |
| ---- | ---------- | --------------------------------------- | ---------------------------- |
| 1    | 2018/09/19 | 小王子留言事件                          | 我需要你找到我               |
| 2    | 2018/09/20 | 小王子留言事件                          | 隱藏的匿名批評者的身份是誰？ |
| 3    | 2018/09/21 | 小王子留言事件                          | 尋找真兇                     |
| 4    | 2018/09/26 | 小王子留言事件                          | 消除的不在場證明             |
| 5    | 2018/09/27 | 小王子留言事件                          | 罪犯的身份透露出來           |
| 6    | 2018/09/28 | 小王子留言事件                          | 令人震驚的事實               |
| 7    | 2018/10/03 | 宮殿哀史推理工房 (《雲英傳》)           | 日本大學生的秘密             |
| 8    | 2018/10/04 | 宮殿哀史推理工房 (《雲英傳》)           | 朝鮮王朝的時間旅行           |
| 9    | 2018/10/05 | 宮殿哀史推理工房 (《雲英傳》)           | 尋找之前隱藏的訊息           |
| 10   | 2018/10/10 | 宮殿哀史推理工房 (《雲英傳》)           | 一個可疑的實驗室             |
| 11   | 2018/10/11 | 宮殿哀史推理工房 (《雲英傳》)           | 《夢遊桃源圖》的真相         |
| 12   | 2018/10/12 | 宮殿哀史推理工房 (《雲英傳》)           | 到底是怎麼回事呢？           |
| 13   | 2018/10/17 | 「Sniper」 手機App 代理預購門票詐騙事件 | 請幫助我                     |
| 14   | 2018/10/18 | 「Sniper」 手機App 代理預購門票詐騙事件 | 參考書中的訊息               |
| 15   | 2018/10/19 | 「Sniper」 手機App 代理預購門票詐騙事件 | 糾結的線索                   |
| 16   | 2018/10/24 | 「Sniper」 手機App 代理預購門票詐騙事件 | 扭曲的感情                   |
| 17   | 2018/10/25 | 「Sniper」 手機App 代理預購門票詐騙事件 | 可疑的潛伏工作               |
| 18   | 2018/10/26 | 「Sniper」 手機App 代理預購門票詐騙事件 | 淘氣鬼偵探，出動！           |

## 演出陣容

### 主要角色
| 演員   | 角色   | 介紹                         |
| 金南珠 | 玉珍京 | 正義派熱血女刑警。           |
| 安炯燮 | 五星   | 文科偵探，擅長犯罪心理分析。 |
| 柳善皓 | 翰音   | 理科偵探，擅長科學搜查。     |

### 小王子留言事件
| 演員    | 角色   | 介紹 |
| 金泰旼  | 劉志成 | 學校說唱社團的成員，曾參加舞台高校說唱比賽並獲得冠軍，獲得「小王子」的稱號，但某日卻突然從橋上跳下自殺。                                |
| 金努莉  | 尹敏智 | 學校說唱社團的成員，單戀劉志成十年。親眼目睹劉志成跳橋自殺。                                                                            |
| Hwarang | 盧東旭 | 學校說唱社團的社長。被劉志成說沒有說唱天份又不肯認真。某天突然在instagram直播中，被真兇拿著木棍逼著跳下大橋，但卻被翰音查出可能是未死。 |
| 이광연  | 李明哉 | 學校說唱社團的成員。綁架盧東旭，並意圖殺盧東旭。                                                                                        |
| 張文福  | 吳燦英 | 學校說唱社團的成員。壞rapper代表，沒有禮貌，目中無人，且和工作人員有奇怪的傳聞。                                                        |
| 이진나  | 美靜   | 學校說唱社團的成員。 |

### 宮殿哀史推理工房（《雲英傳》）
| 演員   | 角色            | 介紹 |
| 李嬪娜 | 小圓 （日语：マギカ） | 就讀歷史系的大學生，精通日語和韓語。其祖父為日本奈良縣天理大學歷史系教授，曾研究朝鮮王朝唯一一部悲劇小說《雲英傳》背後隱藏的秘密，但所剩生命不長。希望惡童偵探幫忙調查，藉以了解祖父的心，並幫助祖父把研究完成，同時找回韓國畫家安堅所繪之《夢遊桃源圖》。 |
| 정수환 | 龍二            | 未來博物館負責接待淘氣鬼偵探的研究員。 當時德克遼一博士為了研究《雲英傳》而把研究室搬到了景福宮，並交代龍二研究員若有客人（即淘氣鬼偵探）來訪，將直接請客人進入研究室參訪。                                                                                |

### 「Sniper」 手機App代理預購門票詐騙事件
| 演員   | 角色   | 介紹 |
| 尹龍彬 | 趙明勳 | 財經相關社團的「Golden club」社員，資訊能力很好。與社團朋友一起創建「Sniper」 手機App，媒合搶票者與票卷需求者，進而從中賺取服務費用。某日發現他人將社團所得挪到自己的帳戶因此趕快留下訊息，卻依然被綁架。                   |
| L.Joe  | 李仁圭 | 財經相關社團的「Golden club」贊助人（未來技術研究所成員）的二兒子，資訊能力也很好，支援明勳開發「Sniper」軟體。自己同時也是未來高中的學生會長。疑似趁明勳不備時，對明勳施打強力安眠藥物並綁架明勳。後來試圖以炸彈殺死明勳。 |
| 金佳妍 | 梁世真 | 財經相關社團「Golden club」的社員，家境貧窮但因李仁圭偷偷喜歡她而力保她加入社團「Golden club」，但比較喜歡趙明勳。後來被李仁圭要脅轉帳給自己作為報復。                                                                      |

## 原聲帶
- Part.1（發行日期：2018年9月20日）

| 曲序 | 曲目               | 演唱                   |
| ---- | ------------------ | ---------------------- |
| 1.   | Yes (좋아)         | 曹恩愛、崔庠燁（LUCY） |
| 2.   | Yes (좋아) (Inst.) |                        |

## 備註與參考資料

### 備註
1. ↑  男團Spectrum成員。
2. ↑  現場留有鋼琴絲的摩擦痕與一個動滑輪組。
3. ↑  將被綁的東旭放入測速箱中，然後任憑其失血過多未送醫或止血等。
4. ↑  韓國人譽為韓國版的「羅密歐與茱麗葉」。
5. ↑  「德克」為日文將「Toku」的音寫成漢字，但韓文寫為漢字「特」，推測為當時安平大君家中的僕人「特家僕」後代，該僕人由國寶級山水畫家安堅所託，負責保管《夢遊桃源圖》離開韓國避難（因當時首陽大君奪權）。

## 外部連結
- Naver Tvcast官方網站
- Convergence TV的Facebook
- Convergence TV的V LIVE （页面存档备份，存于）